# 生成对抗网络
生成对抗网络（英語：Generative Adversarial Network，简称GAN）是非监督式学习的一种方法，通過两个神经網路相互博弈的方式进行学习。该方法由伊恩·古德费洛等人于2014年提出。
生成對抗網絡由一個生成網絡與一個判別網絡組成。生成網絡從潛在空間（latent space）中隨機取樣作為輸入，其輸出結果需要盡量模仿訓練集中的真實樣本。判別網絡的輸入則為真實樣本或生成網絡的輸出，其目的是將生成網絡的輸出從真實樣本中盡可能分辨出來。而生成網絡則要盡可能地欺騙判別網絡。兩個網絡相互對抗、不斷調整參數，最終目的是使判別網絡無法判斷生成網絡的輸出結果是否真實。

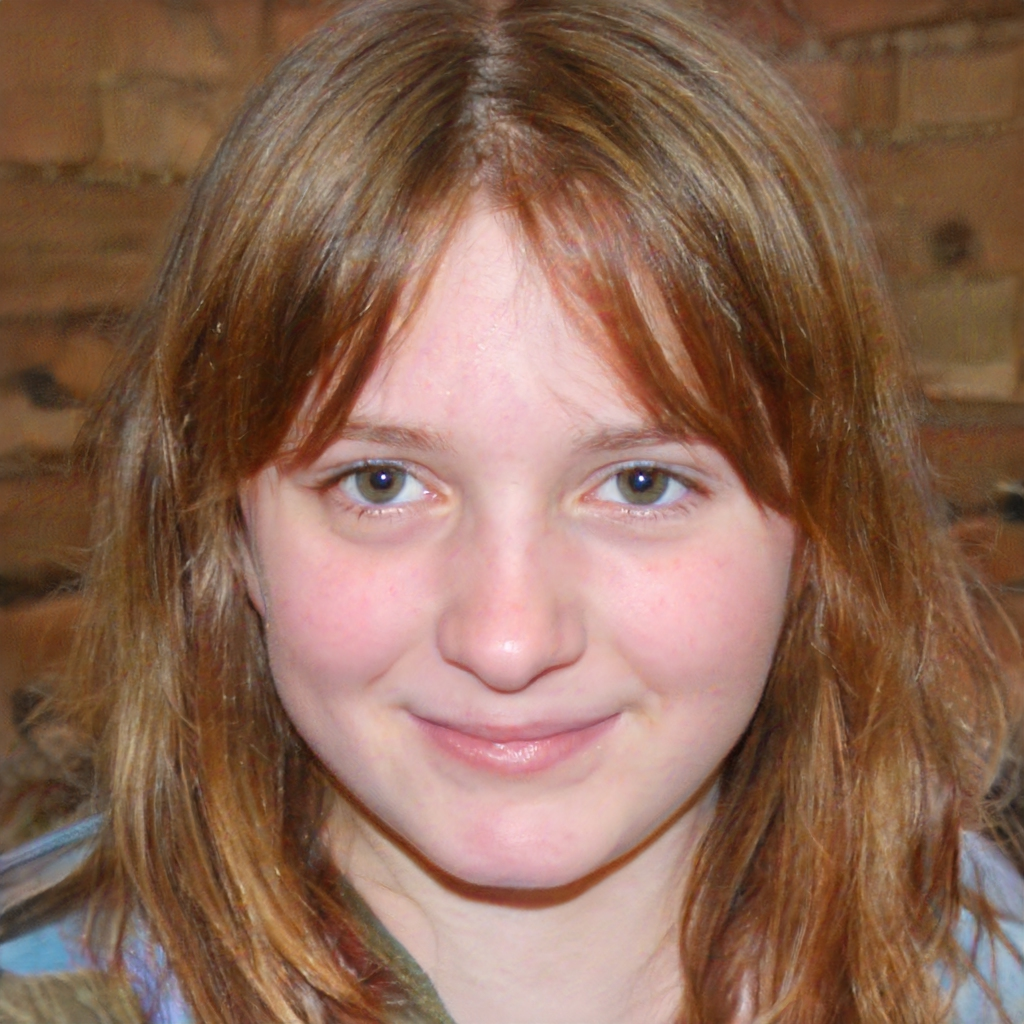
由GAN deepfake生成的人脸

生成對抗網絡常用於生成以假亂真的圖片。此外，該方法還被用於视频帧预测、三維物體模型等。
生成對抗網絡虽然最开始提出是為了無監督學習，但经證明對半監督學習、完全監督學習、強化學習GAIL（Generative Adversarial Imitation Learning）通过逆强化学习框架实现策略优化也有效。 在2016年的一個研討會上，杨立昆称生成式對抗網絡为「機器學習這二十年來最酷的想法」。

#### 核心定义
1. 数学形式  minGmaxDV(D,G)=Ex∼pdata[logD(x)]+Ez∼pz[log(1−D(G(z)))]  其中G为生成器，D为判别器[11]
2. 潜在空间说明，潜在空间z通常服从高斯分布N(0,I)，维度需人工设定（如DCGAN中z∈R100）[12]

#### 现代基准数据[13]
| 模型        | 数据集    | 评价指标 (FID↓) | 参数量 |
| ----------- | --------- | --------------- | ------ |
| StyleGAN2   | FFHQ      | 2.84            | 30M    |
| BigGAN-deep | ImageNet  | 3.45            | 50M    |
| VQ-VAE-2    | CelebA-HQ | 5.18            | 13M    |

#### 重要子类说明
1. Wasserstein GAN改进  使用Earth-Mover距离替代JS散度：  W(pr,pg)=infγ∈Π(pr,pg)E(x,y)∼γ[∣∣x−y∣∣]  需满足判别器Lipschitz约束[14]
2. 渐进式训练策略 ProGAN采用分层训练模式，从低分辨率（4×4）开始逐步加倍分辨率至1024×1024[15]

## 應用
生成對抗網路的應用範圍正在大幅增加。

### 時尚和廣告
生成對抗網路可用于创建虚构时装模特的照片，无需聘请模特、摄影师、化妆师，也省下工作室和交通的開銷。 生成對抗網路可用于时尚广告活动，创建來自不同群體的模特兒，这可能会增加這些群體的人的购买意图。

### 科學
生成對抗網路可以改善天文图像，并模拟重力透镜以进行暗物质研究。
在2019年，生成對抗網路成功地模拟了暗物质在太空中特定方向的分布，并预测将要发生的引力透镜。

### 電子遊戲
在2018年，生成對抗網路进入了電子游戏改造社区。對舊的電子游戏透過图像训练，以4k或更高分辨率重新创建低分辨率2D纹理，然后对它们进行下取樣以适应游戏的原始分辨率（结果类似于抗锯齿的超级取樣方法）。通过适当的训练，生成對抗網路提供更清晰、高于原始的2D纹理图像品質，同时完全保留原始的细节、颜色。